# Іван (Бучко)
Іван Бучко (1 жовтня 1891, Германів, нині Тарасівка, Львівський район, Львівська область — 21 вересня 1974, Рим, Італія) — церковний і громадський діяч, архієпископ Української греко-католицької церкви.

## Біографія
Народився 1 жовтня 1891 року в с. Германів Львівського повіту, Галичина, Австро-Угорщина (нині с. Тарасівка, Львівський район Львівська область, Україна). Батько Григорій був дяком, мати Горпина (з дому Бучко) мала великий вплив на виховання і характер сина.
Закінчив навчання у Львівській академічній гімназії (склав матуру у 1910 чи 1911 році). Вищу богословську освіту здобув у Римі (у 1911—1915). 21 лютого 1915 року прийняв сан священника. Під час першої світової війни перебував в Українській духовній семінарії у Кромержижі на Моравії, куди вона змушена була перенестися з Риму внаслідок воєнних дій між Австро-Угорщиною і Італією.
У 1921 році в Римі він захистив докторат і одержав ступінь доктора святого богослов'я. З того часу був на посаді ректора Малої Духовної Семінарії в Римі або викладача догматики. У 1922–1929 роках — ректор Малої семінарії у Львові, одночасно професор Греко-католицької теологічної семінарії. У 1923 році стає одним з ініціаторів Богословського Наукового Товариства і його першим скарбником.
Найменований 17 вересня 1929 року Римом як єпископ, помічник митрополита Галицького Андрея Шептицького у Львові. 20 жовтня 1929 року о. д-р Іван Бучко був хіротонізований на єпископа у церкві святих Сергія і Вакха, а святителями були митрополит Андрей, Перемиський владика Кир Йосафат Коциловський та Станиславівський Кир Григорій Хомишин. 28 жовтня 1929 року консисторія кардиналів іменувала його Кадійським титулярним єпископом та єпископом-помічником Львівським. Від того часу Кир Іван став правою рукою Митрополита Андрея, заступаючи його в багатьох важливих справах Церкви.
У 1930-х роках відзначався активною громадською діяльністю; був одним із організаторів з'їзду «Українська молодь — Христові» (травень 1933 року, коло 100 тис. учасників), учасник конференції єпископату, міжнародних конгресів тощо. Активно виступав проти польського окупаційного режиму в Західній Україні, проти гітлеризму, комунізму й антисемітизму. У 1938 році очолює українську делегацію на 34-й євхаристійний конгрес у Будапешті.
В серпні 1939 році Іван Бучко від'їжджає до Бразилії, Аргентини та Уругваю як Апостольський Візитатор українських поселень в Південній Америці. Повернутись на батьківщину через початок другої світової війни та приєднання Західної України до СРСР не зміг.
З 29 квітня 1940 року й до 5 листопада 1941 року — у США, був генеральним вікарієм Філадельфійським, коад'ютором єпископа Константина Богачевського і водночас парохом церкви святого Юра у Нью-Йорку. В листопаді 1941 року повертається в Європу в надії добратися до Львова, але осідає у Римі в колегії святого Йосафата. З 1942 року — представник Української греко-католицької церкви при Ватикані.
Після арештів більшовиками в Україні всього єпископату Кир Іван залишається єдиним представником Української греко-католицької церкви у Ватикані. Засновує Український допомоговий комітет у Римі. З благословення Папи Пія XII він перебирає духовну опіку над втікачами від більшовицького режиму в Україні на Заході. На цьому поприщі Кир Іван показав себе не лише як духовний батько та архіпастир, але як великий громадянин і патріот України. Маючи зв'язки з впливовими особами і прямий доступ до Святішого Отця Пія XII, він захищає своїх духовних чад від насильницької репатріації, піклується про матеріальну допомогу для дітей і немічних. Завдяки його зусиллям багато переміщених осіб з таборів могли дістати дозвіл на поселення у Європі й Америці. Опікувався становищем українських вояків з дивізії «Галичина», які перебували в таборі Ріміні (Італія). Коли постала загроза їх видача у руки НКВД, Іван Бучко вночі наніс екстрений візит до Папи, результатом якої стало посилення вимог до британської влади щодо недопущення відправки дивізійників на вірну смерть. Пізніше, завдяки зусиллям владики Бучка чимало вояків дивізії змогли вступити до університетів і навіть отримувати стипендії під час навчання.

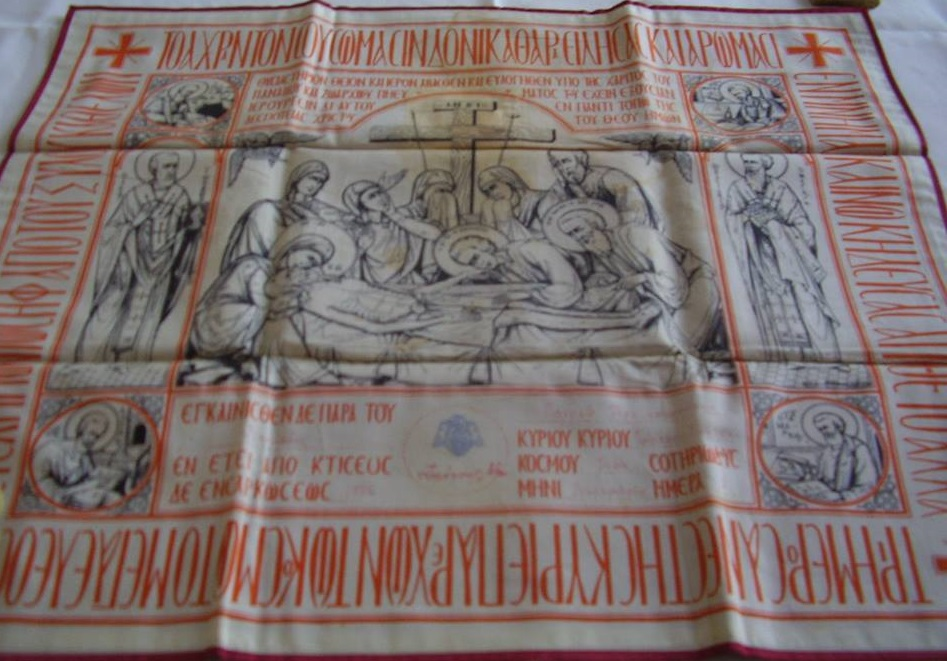
Антимінс з підписом єпископа Бучка, виготовлений за ескізом о. Ювеналія Мокрицького

З 1946 р. — Апостольський візитатор українців-католиків у Західній Європі. 16 квітня 1951 року номінований асистентом Папського Трону та графом Риму. З 4 травня 1953 року — титулярний архієпископ з титулом Леокадійський. 1958 року одержав номінацію на консультора Конгрегації Східних Церков.
Почесний член Наукового товариства імені Шевченка, один із засновників його центру в м. Сарсель (Франція), доктор Українського вільного університету та Українського технічного господарського інституту в м. Мюнхен (Німеччина).
Помер у Римі, похований у крипті греко-католицького собору святої Софії.